# Madiniella christinae
Madiniella christinae är en skalbaggsart som beskrevs av Fortuné Chalumeau och Leopold F. Gruner 1976. Madiniella christinae ingår i släktet Madiniella och familjen Melolonthidae. Inga underarter finns listade i Catalogue of Life.